# Grumman TBF Avenger
Destinat să devină unul dintre cele mai bune avione torpiloare îmbarcate pe portavioane din cel de-al doilea război mondial, Grumman TBF-Avenger a primit botezul focului în timpul Bătăliei de la Midway.
Prototipul XTBF-1 a zburat pentru prima dată la 1 august 1941, după ce un număr de 286 de aparate fuseseră deja comandate. Primul TBF-1 a apărut în ianuarie 1942, iar formația de luptă VT-8 a primit primul avion în luna mai a aceluiași an. Pe 4 iunie 6 avioane VT-8 au fost lansate în Bătălia de la Midway, dar numai unul s-a întors - și acesta cu un trăgător la mitralieră mort și cu altul rănit. Cu toate că acest  debut a fost de rău augur, producția a fost accelerată de General Motors, care a preluat producția în plus de la Grumman, producând versiunea TBM-1. Subvariantele au inclus TBF-1C, cu două tunuri în aripi, și TBF-1B care a aprovizionat Marea Britanie, fiind produs sub licență, precum și TBF-1D și TBF-1E, cu radar ASV, și TBF-1L cu reflector de căutare în cala bombelor.
Producția totală de TBF-1 și TBM-1, cu toate subvariantele, a fost de 2290 aparate și, respectiv, 2882 aparate.
General Motors (Divizia de est) a produs 4664 de avioane TBM-3 cu motor R-2600-20 și subvariantele corespunzătoare versiunii TBF-1. Marea Britanie a primit 395 avioane TBF-1 și 526 TBM-3 și Noua Zeelandă 63. Varianta TBM-3P echipată cu camere foto și varianta TBM-3H au fost versiunile finale din război, dar Avenger a continuat să fie în dotarea Marinei SUA până în 1954.